# Полушкин, Фёдор Фёдорович
Фёдор Фёдорович Полу́шкин (1910—1990) — советский специалист в области проектирования подводных лодок, организации и технологии военного кораблестроения. Начальник (1949—1950) ЦКБ № 18 (МТ «Рубин»). Главный конструктор малой дизель-электрической подводной лодки XV серии.

## Биография
Родился 3 (16 июня) 1910 года. Окончил ЛКСИ (1936). Член ВКП(б) с 1947 года.
Трудовую деятельность начал в 1927 году чертежником в конструкторском бюро Ленинградского Балтийского завода.
По мере освоения методов проектирования подводных лодок, приобретения и закрепления практических конструкторских навыков продвигался по службе вверх по лестнице конструкторских должностей вплоть до главного конструктора проекта, а затем был назначен начальником ЦКБ-18.
В октябре 1939 года в ЦКБ-18 была завершена разработка технического проекта малой дизель-электрической подводной лодки XV серии. Главным конструктором проекта был Полушкин Ф. Ф.
До начала Великой Отечественной войны было заложено 15 подводных лодок XV серии в Ленинграде на заводе «Судомех» (7 корпусов) и в Горьком на заводе «Красное Сормово» (8 корпусов). Четыре из них были сданы флоту во время войны (первая — 20 марта 1943 года, а четвёртая — 28 октября 1944 года). Достраивались лодки на СМП в Северодвинске (два корпуса) и на Судостроительном заводе в Астрахани. После Великой Отечественной войны было построено ещё 53 подводных лодки этой серии. Их строительство велось в Ленинграде на Судостроительном заводе «Судомех» в 1946 по 1953 годах.
В 1951 году в ЦКБ-18 под руководством главного конструктора Полушкина Ф. Ф., в инициативном порядке, с целью улучшения тактико-технических характеристик ПЛ XV серии была завершена разработка технического проекта малой подводной лодки типа «Малютка» проекта 96М. Согласно проекту предусматривалось установить на подводной лодке новые гирокомпас, радиолокационные и гидроакустические станции, спаренную зенитную артиллерийскую установку, устройство работы двигателя под водой (РДП), новую аккумуляторную батарею повышенной ёмкости, более мощные гребные электродвигатели и др. устройства. Работы по проекту были прекращены после разработки рабочего проекта и передачи их на завод «Красное Сормово» (1952). Прекращение работ по проекту было связано с тем, что в ЦКБ-18 параллельно велась разработка нового проекта ПЛ типа «Малютка» с улучшенными характеристиками.
1950 — март 1953 годы — начальник отдела подводных лодок (3-го отдела), заместитель начальника 5-го главка Министерства судостроительной промышленности, Москва. В марте 1953 года Министерство судостроительной промышленности было объединено с Министерством транспортного и тяжёлого машиностроения. Март 1953 — апрель 1954 годы — начальник отдела подводных лодок (3-го отдела), заместитель начальника 5-го главного управления Министерства транспортного и тяжелого машиностроения СССР.
С апреля 1954 года Министерство судостроительной промышленности вновь обрело самостоятельность. Апрель 1954—1957 годы — начальник отдела подводных лодок (3-го отдела), заместитель начальника 5-го главка Министерства судостроительной промышленности СССР.
1957—1958 годы — главный инженер 1-го главного управления Государственного комитета Совета Министров СССР по судостроению, Москва. 1958 — июнь 1962 годы — заведующий подотделом судостроительной промышленности отдела оборонной промышленности ЦК КПСС.
Июнь 1962—1965 годы — главный инженер, первый заместитель начальника 1-го главного управления Государственного комитета СМ СССР по судостроению (с 1963 года — Государственного комитета по судостроению СССР).
1965—1973 годы — главный инженер, первый заместитель начальника 1-го главного управления Министерства судостроительной промышленности СССР.
В 1950—1958 годах осуществлял руководство и контроль над созданием, испытаниями и передачей Военно-Морскому Флоту:
- больших торпедных подводных лодок проекта 611. В 1953—1958 годах на ЛССЗ «Судомех» и на судостроительном заводе в Северодвинске;
- средних торпедных подводных лодок проекта 613. Подводные лодки строились большой серией в Горьком (ныне Нижний Новгород) на заводе «Красное Сормово», на Балтийском заводе в Ленинграде, на Черноморском заводе в Николаеве, на Судостроительном заводе в Комсомольске-на-Амуре.

Умер 17 ноября 1990 года. Похоронен в Москве в колумбарии Ваганьковского кладбища.

## Награды и звания
- Сталинская премия первой степени (1946) — за разработку конструкции нового типа боевого корабля (ПЛ XV серии)

## Хронология
- 1941 — 1945 годы — Закладка 15 подводных лодок XV серии.